# Фрийдъм (космическа станция)
Космическата станция „Фрийдъм“ е неосъществен проект на НАСА за обитаема космическа станция. Обявен от Роналд Рейгън през 1984 проекта преминава през поредица съкращения и в края на Студената Война се превръща в американската част от Международната космическа станция.